# Riviera Italiana

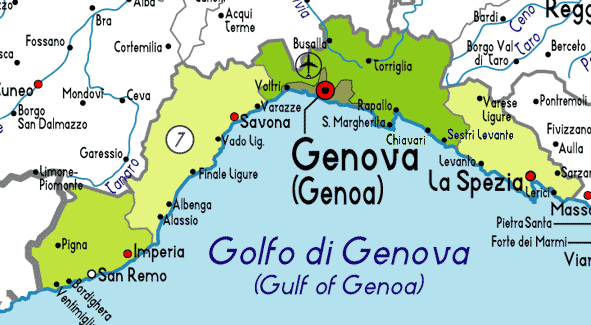
Ligúria e a Riviera Italiana

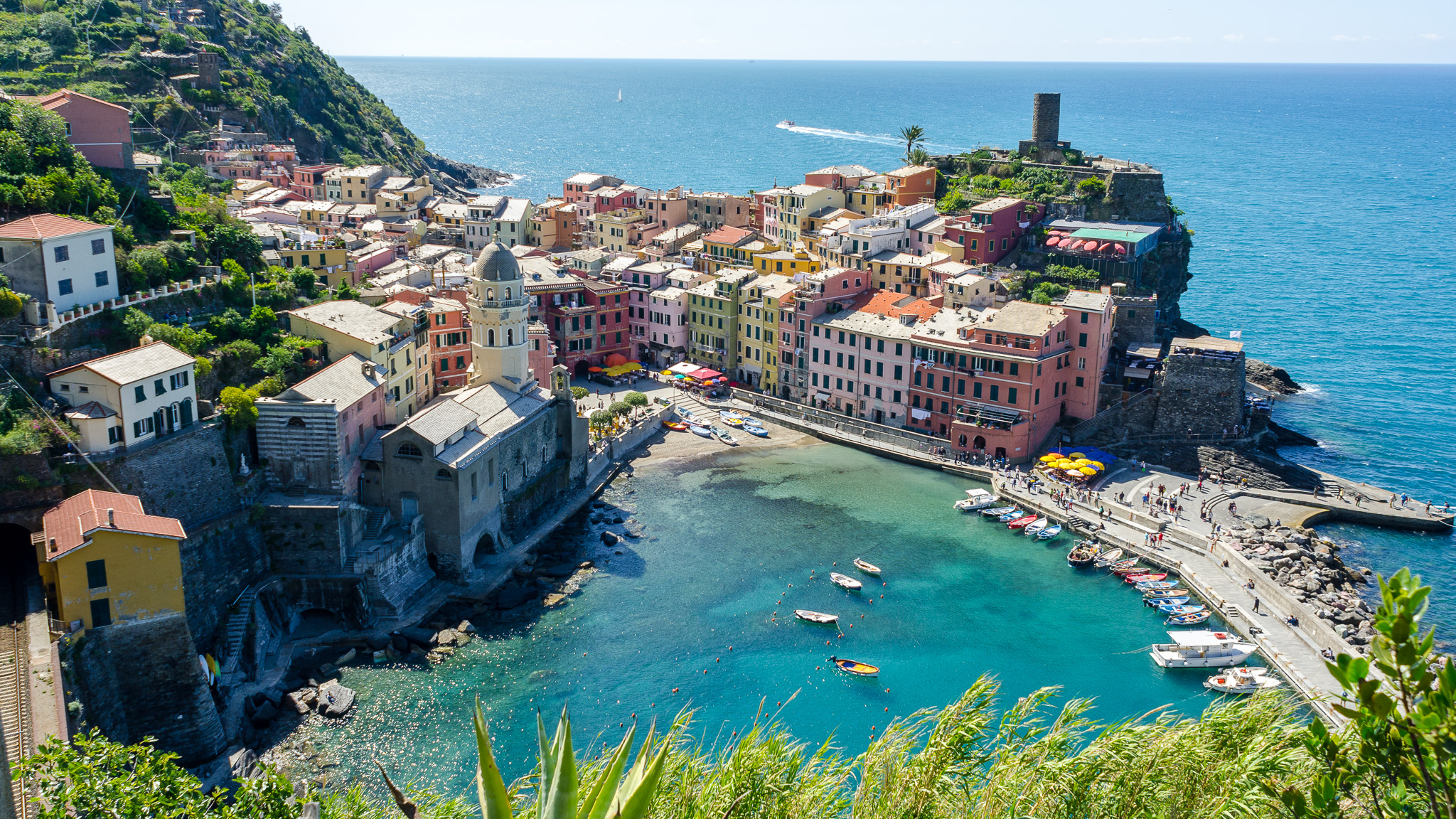
Vernazza, Cinque Terre

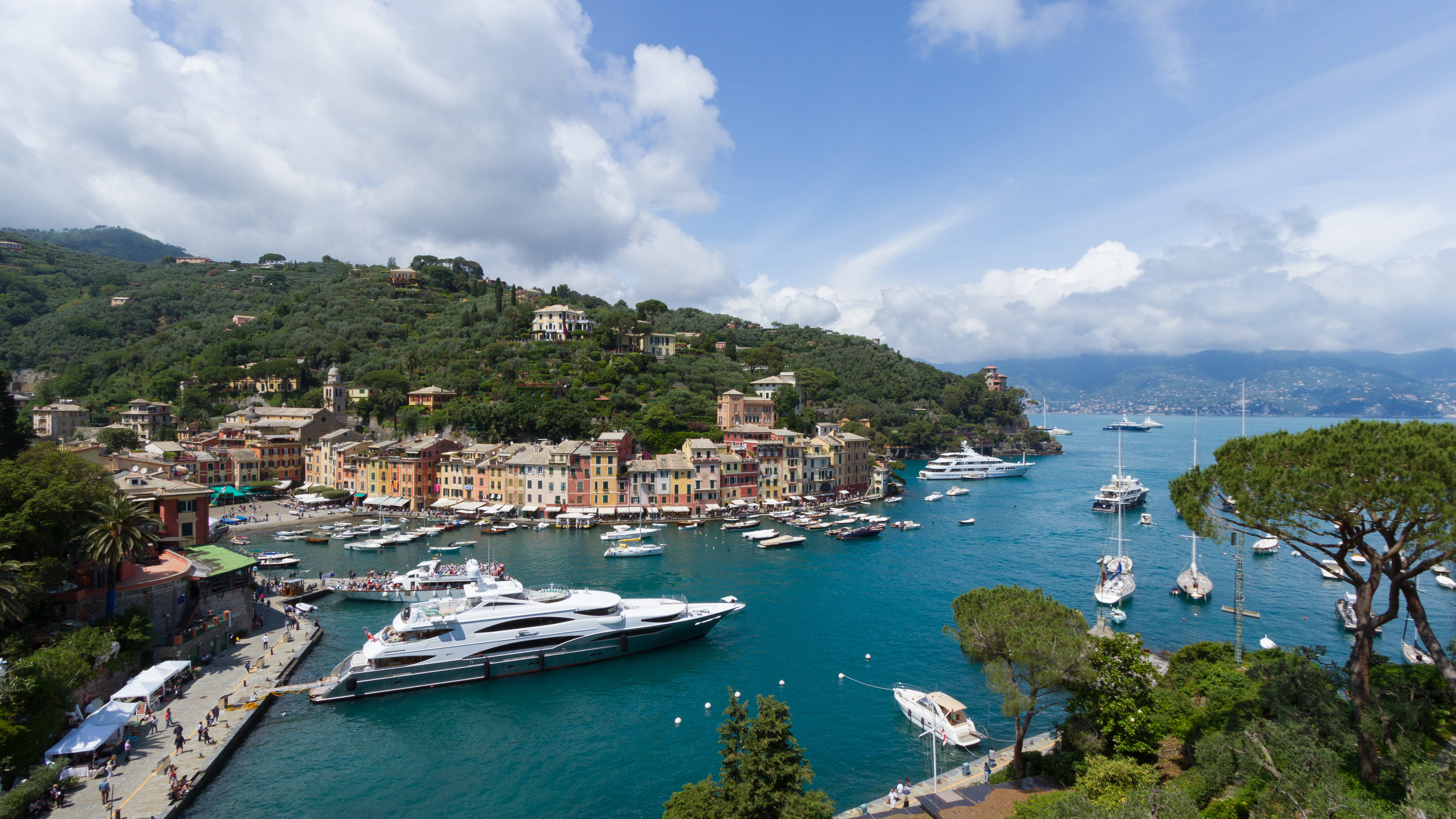
O porto de Portofino

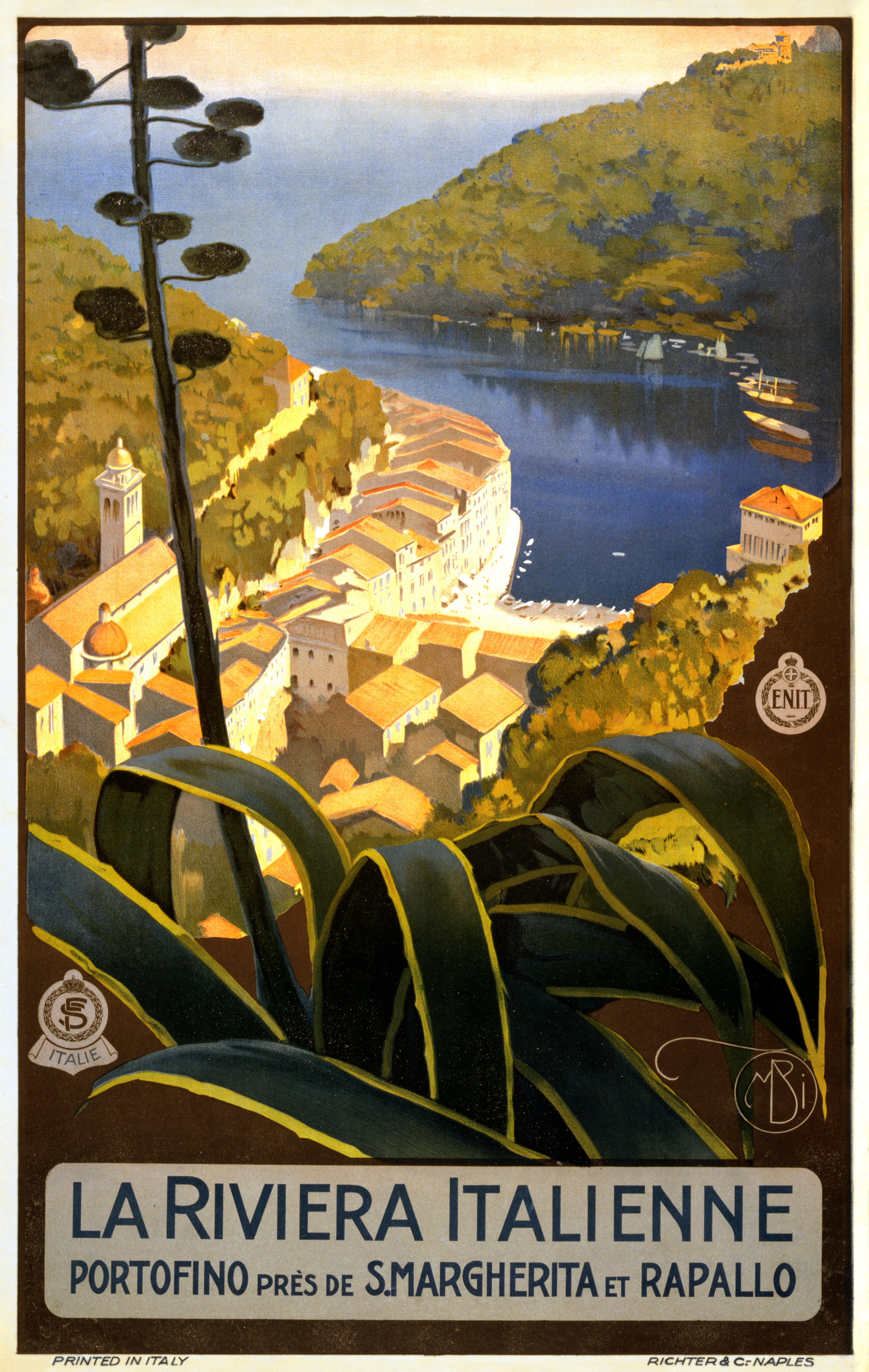
La Riviera italienne, poster de viagens da ENIT, ca. 1920.

A Riviera Italiana, ou Riviera Lígure em italiano:  Riviera ligure é uma estreita faixa costeira que se estende entre o mar Lígure e a cadeia montanhosa formada pelos Alpes Marítimos e os Apeninos. Longitudinalmente estende-se desde a fronteira França-Itália e a Riviera Francesa (ou Côte d'Azur), perto de Ventimiglia (antigo posto postal) até ao cabo Corvo (também conhecido como Punta Bianca) que marca o extremo oriental do golfo de La Spezia e está perto da fronteira com a Toscana. A Riviera Italiana inclui quase toda a costa da Ligúria. (Historicamente estendia-se mais para oeste, através do que é hoje território francês, até ao Mónaco.)  
A Riviera Italiana compreende território das quatro províncias da Ligúria — Savona, Imperia, Génova e La Spezia, com um comprimento total de cerca de 330 km.
Há uma indicação geográfica com denominação de origem protegida para os azeites extra virgens produzidos nesta costa que se chama "Riviera Ligure".

## Descrição
O centro da Riviera é Génova, o porto mais importante do Mediterrâneo, que a divide em duas secções principais: a Riviera de Poente (Riviera di Ponente), que se estende até oeste desde Génova-Voltri até à fronteira francesa e o Principado do Mónaco; e a Riviera de Levante (Riviera di Levante), a leste de Génova-Voltrie até Capo Corvo, com os portos de Savona-Vado e La Spezia.
É famosa pelo seu clima particularmente suave e pelo seu calmo estilo de vida que, juntamente com o encanto dos velhos portos pesqueiros e a beleza da paisagem, a convertem em popular destino de turistas desde a época de Lord Byron e Shelley.
Muitas aldeias e cidades da região são conhecidas internacionalmente, como Portofino, Bordighera, Lerici e as Cinque Terre..
A parte da Riviera de Poente centrada em Savona chama-se Riviera das Palmas (Riviera delle Palme); a parte centrada em Sanremo é a Riviera das Flores (Riviera dei Fiori), em reconhecimento de uma crescente indústria de longa tradição relacionada com as flores.
Alguns lugares na Riviera Italiana ou muito próximos são:
- Alassio
- Albenga
- Albissola Marina
- Ameglia
- Andora
- Arenzano
- Arma di Taggia
- Bajardo
- Balestrino
- Bergeggi
- Bergeggi Island
- Bogliasco
- Bonassola
- Bordighera
- Borghetto Santo Spirito
- Borgio Verezzi
- Bussana
- Bussana Vecchia
- Brugnato
- Colletta di Castelbianco
- Camogli
- Campo Ligure
- Campomorone
- Camporosso
- Capo di Noli
- Capo Mele
- Castelvecchio di Rocca Barbena
- Celle Ligure
- Ceriale
- Ceriana
- Cervo
- Chiavari
- Cicagna
- Cinque Terre
- Cipressa
- Civezza
- Cogoleto
- Corniglia
- Costarainera
- Deiva Marina
- Diano Marina
- Finale Ligure
- Framura
- Isla Gallinara
- Génova
- Genoa Nervi
- Genoa Pegli
- Genoa Sant'Ilario
- Imperia
- Laigueglia
- Lavagna
- Lerici
- Levanto
- Loano
- Manarola
- Moneglia
- Monterosso al Mare
- Noli
- Ospedaletti
- Isla de Palmaria
- Pietra Ligure
- Portofino
- Portovenere
- Rapallo
- Recco
- Riomaggiore
- Riva Ligure
- San Bartolomeo al Mare
- San Fruttuoso
- San Lorenzo al Mare
- San Pietro di Rovereto
- San Rocco
- Sanremo
- Santo Stefano al Mare
- Santa Margherita Ligure
- Sarzana
- Savona
- Sestri Levante
- Sori
- La Spezia
- Spotorno
- Taggia
- Vado Ligure
- Vallecrosia
- Varazze
- Ventimiglia
- Vernazza
- Voltri
- Zoagli
- Zuccarello